# Roitzheim
Roitzheim ist ein Stadtteil von Euskirchen im Kreis Euskirchen in Nordrhein-Westfalen.

## Lage
Roitzheim liegt im Südosten des Stadtgebiets und grenzt direkt an das Industrie- und Gewerbegebiet EURO-Park. In unmittelbarer Nachbarschaft liegen die Stadtteile Stotzheim und Kuchenheim. Am Ortsrand führen die Bundesstraße 51 und die Kreisstraße 24 vorbei sowie die Bahnstrecke der Erfttalbahn. Durch den Ort fließt die Erft.

## Geschichte
Im Mittelalter hieß der Ort Ruitzheim, Roixheim, Ruixem, Rüxheim oder Ruexem. Um 1705 wurde er Rukesheim genannt, was Heim des Ruko oder Roko bedeutet. Rukesheim war der Name der Burg, die die Grundlage des Ortes bildete. Sie lag neben der Kirche.
Ab 1816 gehörte Roitzheim zur Bürgermeisterei Kuchenheim im Kreis Rheinbach und kam nach dessen Auflösung 1932 zum Kreis Euskirchen.

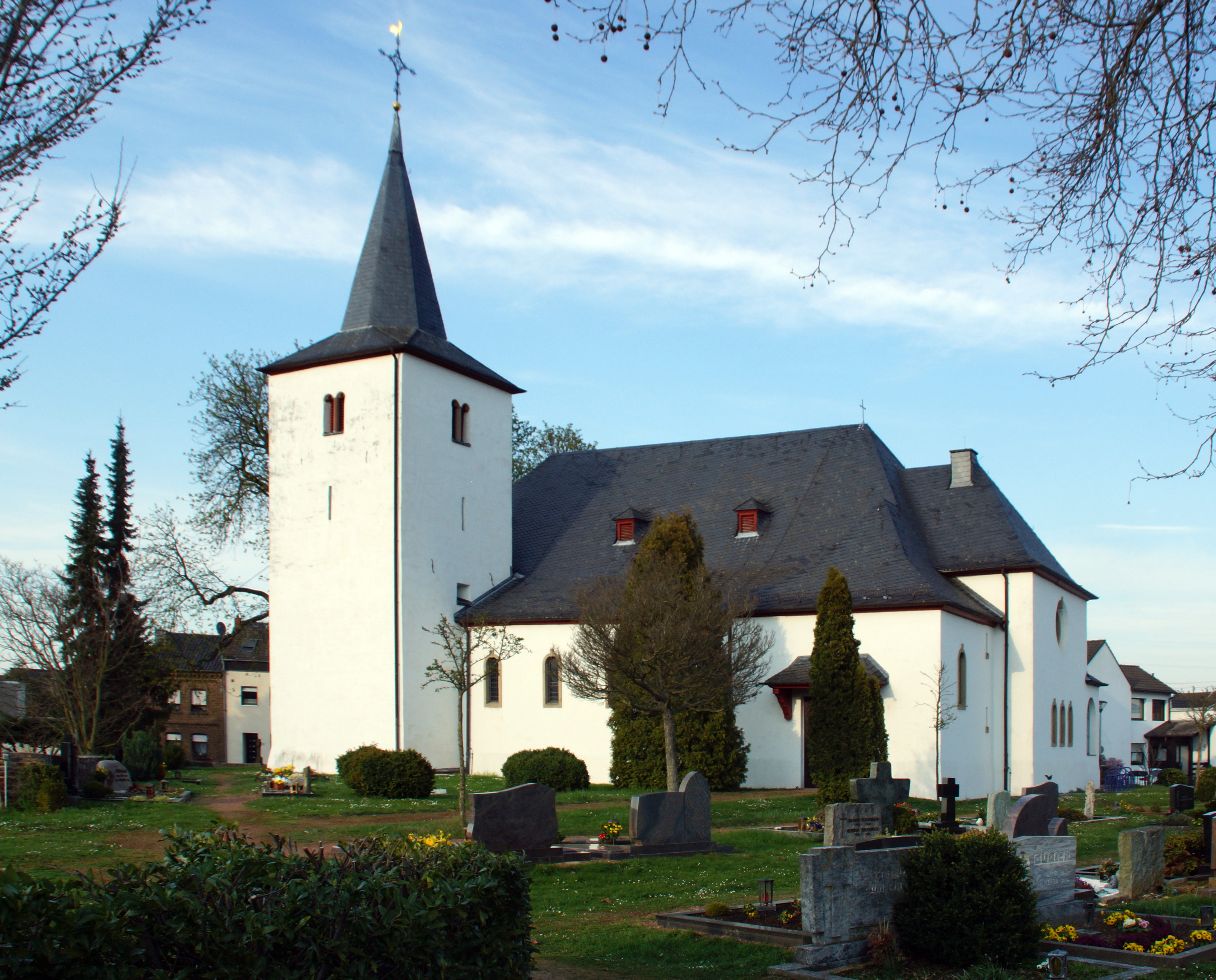
Kirche St. Stephanus Roitzheim

Schon im Liber valoris wird Roitzheim als Kirchenort bezeichnet. Teile des Turmes und der nördlichen Mauer der Kirche St. Stephanus stammen noch aus dem 12. und 13. Jahrhundert. 1931 ist die Kirche wesentlich erweitert worden. 1956 wurde erneut renoviert.
Zu Roitzheim gehört auch die Tomberger Mühle östlich des Dorfes am Erftmühlenbach. Am 1. Juli 1969 wurde Roitzheim nach Euskirchen eingemeindet.
Am 31. Dezember 2017 hatte Roitzheim 1066 Einwohner.
Beim Hochwasser in Deutschland im Juli 2021 wurde Roitzheim insbesondere aufgrund der ungünstigen Lage entlang der Erft in diesem Bereich relativ stark durch das Hochwasser getroffen. Viele Bereiche wurden überflutet, Keller liefen voll und der Strom fiel aus. Vor der Brücke über die Erft Caspar-Müller-Straße ist die Straße unterspült bzw. komplett abgesackt, sodass dieser Bereich unpassierbar ist. Auch die Brücke K24 Roitzheimer Straße hat an einigen Stellen Schäden und ist weggebrochen.

## Straßennamen
Zwecks der Straßennamen-Thematisierung seit 1969 sind viele Straßen in Roitzheim nach Blumen benannt.

## Verkehr
Die VRS-Buslinien 870 und 873 der SVE verbinden den Ort mit Euskirchen, Stotzheim und Kirchheim. Zusätzlich verkehren einzelne Fahrten der auf die Schülerbeförderung ausgerichteten Linien 732 und 735.
Die Erfttalbahn verläuft östlich durch Roitzheim.
| Linie | Verlauf |
| ----- | --- |
| 732   | Schülerverkehr Euskirchen: Stotzheim – Roitzheim – Euskirchen-Südstadt – Euskirchen |
| 735   | Schülerverkehr Euskirchen: Roitzheim – Weidesheim – Kuchenheim Bf – Kuchenheim |
| 870   | Euskirchen Bf – Wüschheim – Großbüllesheim – Kleinbüllesheim – Weidesheim – Kuchenheim Bf – Kuchenheim Markt – Palmersheim – Flamersheim – Kirchheim – (Steinbachtalsperre –) Niederkastenholz – Stotzheim – Roitzheim – Euskirchen Bf (Ringverkehr) |
| 873   | Euskirchen Bf – Roitzheim – Stotzheim – Niederkastenholz – (Flamersheim – Schweinheim) / (Kirchheim – Steinbachtalsperre) |

## Wanderwege
Die Via Coloniensis von Köln nach Trier geht durch Roitzheim. Der Jakobsweg geht dann weiter durch Frankreich und Spanien bis nach Santiago de Compostela.